# Liste der Byggnadsminnen in Blekinge
Diese Liste der Byggnadsminnen in Blekinge län zeigt eine Übersicht zu den Listen der Baudenkmale (schwedisch Byggnadsminnen) in der schwedischen Provinz Blekinge län mit ihren 5 Gemeinden. Die Aufteilung in 5 Teillisten basiert auf der Standort-Zuordnung zu den jeweiligen Gemeinden und der Einteilung des Zentralamt für Denkmalpflege Riksantikvarieämbetet (RAÄ). Es werden die Byggnadsminne aufgeführt, die auf dem nationalen Denkmalregister (schwedisch Bebyggelseregistret - BeBR) gelistet sind, welches weitere Informationen zu den registrierten Baudenkmälern enthält.

## Begriffserklärung

Lage der Provinz Blekinge län

Byggnadsminnen (schwedisch für Baudenkmale) sind in Schweden eine Art von Kulturdenkmälern, deren Erhalt und Schutz im Gesetz über die kulturelle Umwelt geregelt sind. Dazu zählen kulturhistorisch wertvolle Gebäude, Ensembles und Anlagen, die gem. den Bestimmungen des kulturminneslag (Kulturdenkmalgesetz) geschützt sind. Der Begriff unterscheidet sich insofern von der Deutung eines Baudenkmals, als das auch Parks, Gärten und andere Anlagen mit kulturhistorischen Wert als Byggnadsminnen eingestuft werden können.

## Übersicht Byggnadsminnen Blekinge län
Es werden die jeweiligen Teillisten der Gemeinden mit der Anzahl der enthaltenen Baudenkmale aufgeführt.
| SCB       | Gemeinde   | Wappen    | Lage      | Teillisten                              | Anzahl | Bilder |
| --------- | ---------- | --------- | --------- | --------------------------------------- | ------ | ------ |
| 1060      | Olofström  |           |           | Byggnadsminnen in Olofström (Gemeinde)  | 5      |        |
| 1080      | Karlskrona |           |           | Byggnadsminnen in Karlskrona (Gemeinde) | 64     |        |
| 1081      | Ronneby    |           |           | Byggnadsminnen in Ronneby (Gemeinde)    | 7      |        |
| 1082      | Karlshamn  |           |           | Byggnadsminnen in Karlshamn (Gemeinde)  | 12     |        |
| 1083      | Sölvesborg |           |           | Byggnadsminnen in Sölvesborg (Gemeinde) | 8      |        |
| zusammen: | zusammen:  | zusammen: | zusammen: | 5                                       | 96     |        |